# Hendrik Franciscus Andriessen
Hendrik Franciscus Andriessen (Hilversum, 24 maart 1848 – Hilversum,  21 mei 1917) was een Nederlands toonkunstenaar.
Hij was na Nicolaas Hendrik Andriessen de tweede zoon van Cornelis Andriessen, die een muzikaal leven zou leiden. Jongere broer Cornelis Andriessen zou ook de muziek in gaan. Zijn neef met gelijke naam is de veel bekendere Hendrik Andriessen. In Hilversum en omstreken was H.F. Andriessen voornamelijk bekend als dirigent van het kerkkoor van de St. Vitusparochie, het Hilversums Mannenkoor (ontstaan uit zangvereniging Crescendo, waarvan zijn vader directeur was) en het Hilversums Muziekkorps van de Schutterij. Hij gaf voorts les in zang, orgel, piano en viool. Van zijn hand verschenen tevens een mis en een Te Deum.
Hij werd begraven vanuit de Sint-Vituskerk.